# Seeschlacht bei Lowestoft
Lowestoft – Bergen – Viertageschlacht – St. James’s Day Fight – Medway
Die Seeschlacht bei Lowestoft (englisch: Battle of Lowestoft, niederländisch: Zeeslag bij Lowestoft) vom 13. Juni 1665 war eine Seeschlacht während des zweiten Englisch-Niederländischen Krieges (1665–1667). Dabei traf die Flotte des Königreiches England unter dem Kommando des Herzogs von York und des Admirals William Penn vor der englischen Küste auf die Kriegsflotte der Republik der Vereinigten Niederlande unter Admiral Jacob van Wassenaer Obdam. Diese erste große Schlacht des Krieges endete mit einer schweren Niederlage der niederländischen Verbände, die große Verluste erlitten. In der Folge erlangten die englischen Kräfte zunächst die Kontrolle über die nordeuropäischen Seewege.

## Vorgeschichte
(Hinweis: Kalenderdaten in diesem Artikel beziehen sich auf den gregorianischen Kalender, der dem damals in England verwendeten julianischen Kalender zehn Tage voraus war.)
Nach dem Ende des ersten englisch-niederländischen Krieges im Jahre 1654 war es in England zur Rückkehr König Karl II. (1630–1685) gekommen. Dieser benötigte für eine vom Parlament unabhängige Regierung finanzielle Mittel, welche er durch die Beute in einem weiteren Krieg gegen die Vereinigten Niederlande zu gewinnen hoffte. Dabei wurde er von den Ambitionen der Royal African Company unterstützt, welche die niederländische Konkurrenz schädigen wollte. Nach einigen Zusammenstößen der beiden Mächte in den Kolonien und dem Überfall eines englischen Geschwaders auf einen niederländischen Handelskonvoi im Mittelmeer erlaubten die Generalstaaten ihren Schiffen im Januar 1665 zum Zweck der Selbstverteidigung, das Feuer auf englische Schiffe zu eröffnen. Die englische Regierung nahm diese Erklärung und die Zusammenstöße in der Karibik wiederum zum Anlass, am 14. März 1665 den Vereinigten Niederlanden offiziell den Krieg zu erklären. Beide Seiten begannen nunmehr mit den Vorbereitungen für die bevorstehenden Kämpfe.

### Die englische Flotte
Der englische Oberbefehlshaber war der Bruder von König Karl II., der Duke of York und spätere König Jakob II. Als Lord High Admiral führte er die Flotte gemeinsam mit Prince Rupert und Admiral Edward Montagu. Er konnte auf eine gemischte Flotte von 109 Schiffen zurückgreifen, davon 35 Linienschiffe.
| WHITE SQUADRON (Prince Rupert)             | WHITE SQUADRON (Prince Rupert) | WHITE SQUADRON (Prince Rupert) | WHITE SQUADRON (Prince Rupert) | WHITE SQUADRON (Prince Rupert)    |
| ------------------------------------------ | ------------------------------ | ------------------------------ | ------------------------------ | --------------------------------- |
| Typ                                        | Schiff                         | Kanonen                        | Besatzung                      | Kapitän                           |
| Van–Division                               |                                |                                |                                |                                   |
| 5                                          | Colchester                     | 28                             | 145                            | Daniel Helling                    |
| 2                                          | Triumph                        | 66                             | 380                            | V. A. Christopher Myngs           |
| 3                                          | Monck                          | 54                             | 260                            | Thomas Penrose                    |
| 4                                          | Newcastle                      | 48                             | 200                            | Thomas Page                       |
| 3                                          | Lion                           | 52                             | 260                            | Edward Spragge                    |
| 4                                          | Ruby                           | 46                             | 180                            | William Jennings                  |
| 4                                          | Expedition                     | 30                             | 140                            | Tobias Sackler                    |
| M                                          | John & Abigail                 | 40                             | 160                            | Joseph Sanders                    |
| M                                          | Return                         | 40                             | 190                            | John Hubbard                      |
| M                                          | Katherine                      | 36                             | 160                            | Thomas Elliott                    |
| M                                          | John & Katherine               | 32                             | 150                            | John Whately                      |
| Main–Division                              |                                |                                |                                |                                   |
| 4                                          | Reserve                        | 46                             | 170                            | John Tyrwhit                      |
| 2                                          | Rainbow                        | 56                             | 320                            | Willoughby Hannam                 |
| M                                          | Exchange                       | 36                             | 170                            | Samuel Wentworth                  |
| 3                                          | Revenge                        | 58                             | 280                            | Robert Holmes                     |
| 1                                          | Royal James                    | 78                             | 500                            | John Kempthorne (Prince Rupert)   |
| 5                                          | Garland                        | 28                             | 145                            | Charles Talbot                    |
| fs                                         | Hound                          | 8                              | 45                             | James Coleman                     |
| fs                                         | Dolphin                        | 4                              | 45                             | William Gregory                   |
| 4                                          | Assurance                      | 32                             | 150                            | John Jeffries                     |
| 4                                          | Mary Rose                      | 48                             | 190                            | William Reeves                    |
| 3                                          | Henrietta                      | 58                             | 300                            | Walter Wood                       |
| M                                          | Bendish                        | 42                             | 180                            | Robert Taylor                     |
| 4                                          | Portland                       | 46                             | 180                            | John Aylett                       |
| Rear–Division                              |                                |                                |                                |                                   |
| M                                          | East India Merchant            | 44                             | 180                            | John Wilgreese                    |
| 2                                          | St. Andrew                     | 60                             | 360                            | Valentine Pine                    |
| 4                                          | Advice                         | 40                             | 170                            | William Poole                     |
| 4P                                         | Bear                           | 42                             | 170                            | John Waterworth                   |
| M                                          | Constant Catherine             | 40                             | 180                            | Francis Sanders                   |
| 4                                          | Kent                           | 46                             | 180                            | Thomas Ewens                      |
| 3                                          | Anne                           | 58                             | 280                            | Arnold Brown                      |
| 3                                          | Resolution                     | 58                             | 290                            | R. A. Robert Sansum               |
| 5                                          | Milford                        | 28                             | 155                            | John Seale                        |
| Ketches, Smacks, Hoys                      |                                |                                |                                |                                   |
| -                                          | Hind                           | 8                              | 55                             | John Witters                      |
| -                                          | Sea Venture                    | ?                              | ?                              | ?                                 |
| -                                          | James                          | ?                              | ?                              | ?                                 |
| -                                          | Desire                         | ?                              | ?                              | ?                                 |
| -                                          | Little Sampson                 | ?                              | ?                              | ?                                 |
| -                                          | William & Mary                 | ?                              | ?                              | ?                                 |
| RED SQUADRON (Duke of York / William Penn) |                                |                                |                                |                                   |
| Typ                                        | Schiff                         | Kanonen                        | Besatzung                      | Kapitän                           |
| Van–Division                               |                                |                                |                                |                                   |
| 4                                          | Bristol                        | 48                             | 200                            | John Hart                         |
| 3                                          | Gloucester                     | 58                             | 280                            | Robert Clark                      |
| M                                          | Royal Exchange                 | 46                             | 260                            | Giles Shelley                     |
| 4                                          | Diamond                        | 46                             | 180                            | John King                         |
| 6                                          | Martin Galley                  | 14                             | 65                             | Richard White                     |
| 2                                          | Royal Oak                      | 76                             | 450                            | V. A. Sir John Lawson             |
| 5                                          | Norwich                        | 24                             | 135                            | John Wetwang                      |
| 4P                                         | Guinea                         | 36                             | 150                            | John Abelson                      |
| 2                                          | St. George                     | 60                             | 360                            | Joseph Jordan                     |
| M                                          | Coast Frigate                  | 34                             | 150                            | Thomas Lawson                     |
| 4                                          | Dover                          | 46                             | 170                            | Jeffery Pearse                    |
| M                                          | King Ferdinando                | 36                             | 180                            | Francis Johnson                   |
| Main–Division                              |                                |                                |                                |                                   |
| 3                                          | Plymouth                       | 56                             | 280                            | Thomas Allin                      |
| 5P                                         | Fountain                       | 30                             | 150                            | Jean Baptiste du Tiel             |
| M                                          | Blackamore                     | 38                             | 170                            | Richard Neals                     |
| 3                                          | Mary                           | 58                             | 300                            | Jeremy Smith                      |
| 4                                          | Happy Return                   | 50                             | 145                            | James Lambert                     |
| 6                                          | Drake                          | 12                             | 85                             | Richard Poole                     |
| 1                                          | Royal Charles                  | 78                             | 550                            | John Harman (Sir William Penn)    |
| 5                                          | Mermaid                        | 28                             | 145                            | Jasper Grant                      |
| fs                                         | Fame                           | 12                             | 45                             | John Gethings                     |
| fs                                         | Bramble                        | 8                              | 35                             | Nepthali Ball                     |
| 4                                          | Antelope                       | 46                             | 180                            | John Chicheley                    |
| 2                                          | Old James                      | 68                             | 380                            | Earl of Marlborough               |
| M                                          | Loyal George                   | 42                             | 190                            | John Earle                        |
| 4                                          | Yarmouth                       | 52                             | 190                            | Thomas Ayliffe                    |
| 2                                          | Vanguard                       | 56                             | 320                            | Jonas Poole                       |
| 4P                                         | Convertine                     | 48                             | 180                            | John Pearce                       |
| 4P                                         | Charity                        | 46                             | 170                            | Robert Wilkinson                  |
| Rear–Division                              |                                |                                |                                |                                   |
| M                                          | Eagle                          | 44                             | 220                            | Thomas Hendra                     |
| 4                                          | Amity                          | 36                             | 150                            | John Parker                       |
| M                                          | Satisfaction                   | 46                             | 180                            | Richard May                       |
| 3                                          | Fairfax                        | 58                             | 300                            | Robert Salmon                     |
| 2                                          | Swiftsure                      | 60                             | 380                            | R. A. Sir William Berkeley        |
| 4                                          | Bonaventure                    | 40                             | 160                            | Arthur Laughorne                  |
| 4                                          | Portsmouth                     | 38                             | 160                            | Robert Mohun                      |
| M                                          | George                         | 40                             | 180                            | Robert Hatubb                     |
| 4                                          | Leopard                        | 54                             | 240                            | Richard Beach                     |
| 4                                          | Sapphire                       | 38                             | 160                            | Henry Hyde                        |
| M                                          | Loyal Merchant                 | 44                             | 210                            | Robert Sanders                    |
| Ketches, Smacks, Hoys                      |                                |                                |                                |                                   |
| -                                          | Roe                            | 8                              | 55                             | James Lock                        |
| -                                          | Eaglet                         | 8                              | 55                             | William Berry                     |
| -                                          | St. George                     | ?                              | ?                              | ?                                 |
| -                                          | Bachelor                       | ?                              | ?                              | ?                                 |
| -                                          | Isabella                       | ?                              | ?                              | ?                                 |
| -                                          | Hopeful Margaret               | ?                              | ?                              | ?                                 |
| -                                          | Seaflower                      | ?                              | ?                              | ?                                 |
| -                                          | Edward & Eve                   | ?                              | ?                              | ?                                 |
| BLUE SQUADRON (Earl of Sandwich)           |                                |                                |                                |                                   |
| Typ                                        | Schiff                         | Kanonen                        | Besatzung                      | Kapitän                           |
| Van–Division                               |                                |                                |                                |                                   |
| 5                                          | Forester                       | 28                             | 145                            | Edward Cotterell                  |
| 2                                          | Royal Katherine                | 70                             | 450                            | R. A. Thomas Teddiman             |
| 3                                          | Essex                          | 52                             | 52                             | Richard Utber                     |
| 4P                                         | Marmaduke                      | 38                             | 150                            | John Best                         |
| 4                                          | Princess                       | 52                             | 220                            | George Swanley                    |
| M                                          | Golden Phoenix                 | 36                             | 160                            | Samuel Dickenson                  |
| 4                                          | Adventure                      | 36                             | 150                            | Benjamin Young                    |
| M                                          | Society                        | 36                             | 160                            | Ralph Lascelles                   |
| 3                                          | Dreadnought                    | 58                             | 280                            | Henry Tearne                      |
| M                                          | Prudent Mary                   | 36                             | 160                            | Thomas Harward                    |
| Main–Division                              |                                |                                |                                |                                   |
| 4                                          | Dragon                         | 38                             | 160                            | John Lloyd                        |
| 4                                          | Centurion                      | 46                             | 180                            | Robert Moulton                    |
| 3                                          | Montagu                        | 58                             | 300                            | Henry Fenne                       |
| 5                                          | Oxford                         | 24                             | 135                            | Philip Bacon                      |
| 1                                          | Prince                         | 86                             | 700                            | Roger Cuttance (Earl of Sandwich) |
| 5                                          | Pembroke                       | 28                             | 145                            | Thomas Darcy                      |
| fs                                         | Bryar                          | 12                             | 45                             | Richard Cotton                    |
| 3                                          | Dunkirk                        | 54                             | 260                            | John Hayward                      |
| 4                                          | Breda                          | 46                             | 180                            | Robert Kirby                      |
| M                                          | John & Thomas                  | 44                             | 200                            | Henry Dawes                       |
| 4                                          | Swallow                        | 46                             | 180                            | Richard Hodges                    |
| Rear–Division                              |                                |                                |                                |                                   |
| M                                          | Madras                         | 42                             | 180                            | John Norbrook                     |
| 4                                          | Jersey                         | 48                             | 190                            | Hugh Hide                         |
| M                                          | Hambro' Merchant               | 36                             | 170                            | James Cadman                      |
| 4                                          | Hampshire                      | 40                             | 160                            | George Batts                      |
| M                                          | Castle Frigate                 | 36                             | 160                            | Philip Euatt                      |
| 4                                          | Assistance                     | 40                             | 170                            | Zachary Brown                     |
| 2                                          | Unicorn                        | 56                             | 320                            | Henry Teddiman                    |
| 4                                          | Providence                     | 30                             | 140                            | Richard James                     |
| 3                                          | York                           | 58                             | 280                            | John Swanley                      |
| 2                                          | Henry                          | 70                             | 430                            | V. A. Sir George Ayscue           |
| 5                                          | Guernsey                       | 28                             | 145                            | Humphrey Connisby                 |
| Ketches, Smacks, Hoys                      |                                |                                |                                |                                   |
| -                                          | Nonsuch                        | 8                              | 55                             | Robert Crossman                   |
| -                                          | Thomas & Rebecca               | ?                              | ?                              | ?                                 |
| -                                          | Hopewell                       | ?                              | ?                              | ?                                 |
| -                                          | John                           | ?                              | ?                              | ?                                 |
| -                                          | John (II)                      | ?                              | ?                              | ?                                 |
| -                                          | Two Sisters                    | ?                              | ?                              | ?                                 |

### Die niederländische Flotte
Die niederländische Flotte bestand aus 103 Schiffen, die in der Regel kleiner und leichter gebaut waren als die englischen Schiffe. Zudem hatte die holländische Flotte ihre Ausrüstung noch nicht abgeschlossen. Dennoch hatte sie 700 Geschütze mehr an Bord, allerdings von kleinerem Kaliber. Admiral Jacob van Wassenaer Obdam führte die Flotte an Bord der Eendracht, neben ihm Jan Evertsen der Ältere und Cornelis Tromp, außerdem Egbert Bartholomeusz Kortenaer und Auke Stellingwerft.
| ERSTES GESCHWADER    | ERSTES GESCHWADER     | ERSTES GESCHWADER | ERSTES GESCHWADER | ERSTES GESCHWADER                 |
| -------------------- | --------------------- | ----------------- | ----------------- | --------------------------------- |
| Admiralität          | Schiff                | Kanonen           | Besatzung         | Kapitän                           |
| M                    | Eendracht             | 76                | 409               | Jacob van Wassenaer Obdam         |
| A                    | Amsterdam             | 68                | 290               | V. A. Abraham van Hulst           |
| A                    | Huis Tijdverdrijf     | 58                | 258               | Albert Claesz de Graeff           |
| A                    | Huis te Kruiningen    | 58                | 255               | Jacob Swart                       |
| A                    | Vrijheid              | 56                | 254               | Jan van Amstel                    |
| A                    | Landman               | 48                | 200               | Hugo van Nieuwenhof               |
| A                    | Vrede                 | 48                | 205               | Hendrik Gotskens                  |
| A                    | Stad Gouda            | 48                | 205               | Otto van Treslong                 |
| A                    | Dom van Utrecht       | 48                | 195               | Jakob Willemsz. Broeder           |
| A                    | Harderwijk            | 46                | 200               | Jacob Wiltschut                   |
| A                    | Haarlem               | 46                | 180               | Adam van Brederode                |
| A                    | Zeelandia             | 38                | 151               | Balthazar van de Voorde           |
| A                    | Star                  | 36                | 144               | Herman Egbertsz. Wolff            |
| A                    | Brak                  | 18                | 75                | Gerrit Polanen                    |
| VOC                  | Maarseveen            | 78                | 330               | Jacob de Reus                     |
| ZWEITES GESCHWADER   |                       |                   |                   |                                   |
| Admiralität          | Schiff                | Kanonen           | Besatzung         | Kapitän                           |
| Z                    | Hof van Zeeland       | 58                | 373               | L. A. (Z) Jan Evertsen            |
| M                    | Klein Hollandia       | 57                | 264               | SbN. (M) Jan de Liefde            |
| Z                    | Utrecht               | 50                | 236               | Cornelius Evertsen d. J.          |
| Z                    | Middleburg            | 46                | 210               | Jacob Adriaansz. Pens             |
| Z                    | Wapen van Zeeland     | 36                | 178               | Bastiann Tuyneman                 |
| Z                    | Delft                 | 34                | 181               | Jan Banckert                      |
| Z                    | Zeelandia             | 34                | 174               | Simon Block                       |
| Z                    | Schakerlo             | 29                | 125               | Jan Krijnssen                     |
| M                    | Prins Maurits         | 53                | 201               | Marinus de Clercq                 |
| M                    | Dordrecht             | 46                | 208               | Jacob Cleydyck                    |
| M                    | Wapen van Utrecht     | 36                | 163               | Christian Eldertsen               |
| M                    | Delft                 | 36                | 150               | Jacob van Boshuisen               |
| M                    | Schiedam              | 25                | 95                | Adriaan Solderwagen               |
| VOC                  | Oranje                | 76                | 383               | Bastiaan Senten                   |
| M                    | Lopende Hert yacht    | 8                 | 26                | Pieter Wijnbergen                 |
| Z                    | Dieshouk yacht        | 6                 | 20                | Jan Pietersz. Tant                |
| DRITTES GESCHWADER   |                       |                   |                   |                                   |
| Admiralität          | Schiff                | Kanonen           | Besatzung         | Kapitän                           |
| M                    | Groot Hollandia       | 68                | 350               | L. A. (M) Egbert Cortenaer        |
| A                    | Oosterwijk            | 68                | 290               | Dirk Scheij                       |
| A                    | Stavoren              | 48                | 200               | Nicolaas Marrevelt                |
| A                    | Hilversum             | 58                | 258               | Albert Mathijszoon                |
| A                    | Zuiderhuis            | 50                | 214               | Jost Verschnuur                   |
| A                    | Doesburg              | 48                | 200               | Ysbrandt de Vries                 |
| A                    | Vereenigte Provincien | 48                | 205               | Cornelius van Hogenhoeck          |
| A                    | Wakende Boei          | 48                | 205               | Anthony de Marre                  |
| A                    | Ter Goes              | 46                | 185               | Gerbrandt Boes                    |
| A                    | Harderin              | 38                | 148               | Lieuwe van Haseveldt              |
| A                    | Maagd van Enkhuizen   | 38                | 146               | Johannes van der Mars             |
| A                    | Overijssel            | 36                | 116               | Jan van Blankenburch              |
| VOC                  | Delfland              | 70                | 340               | Juriaan Poel                      |
| VOC                  | Sphera Mundi          | 41                | 200               | Apolonia Poel                     |
| VIERTES GESCHWADER   |                       |                   |                   |                                   |
| Admiralität          | Schiff                | Kanonen           | Besatzung         | Kapitän                           |
| F                    | Zevenwolden           | 58                | 253               | L. A. (F) Auke Stellingwerf       |
| F                    | Groningen             | 40                | 199               | V. A. (F) Rudolf Coenders         |
| F                    | Prinses Albertina     | 52                | 248               | SbN. (F) Hendrik Bruynsvelt       |
| F                    | Oostergo              | 68                | 289               | Allart Piersen de Boer            |
| F                    | Elf Steden            | 54                | 253               | Tjerk Hiddes de Vries             |
| F                    | Westergo              | 52                | 236               | Jan Jansz. Vijselaar              |
| F                    | Omlandia              | 44                | 205               | Cornelis Allartsz. Oostrum        |
| F                    | Klein Frisia          | 40                | 205               | Wytse Beyma                       |
| F                    | Postillon van Smirna  | 40                | 205               | Barend Hiddes de Vries            |
| F                    | Hollandia             | 40                | 186               | Joost Michielszoon                |
| A                    | Phesant               | 38                | 150               | Jacob Pieteys                     |
| A                    | IJst                  | 36                | 121               | Willem Codde van der Burgh        |
| VOC                  | Huis te Zwieten       | 70                | 300               | Cornelis de Rechter               |
| VOC                  | Mars                  | 50                | 200               | Kat                               |
| VOC                  | Ruiter                | 18                | 65                | Vogel                             |
| FÜNFTES GESCHWADER   |                       |                   |                   |                                   |
| Admiralität          | Schiff                | Kanonen           | Besatzung         | Kapitän                           |
| A                    | Liefde                | 70                | 340               | V. A. (A) Cornelis Tromp          |
| A                    | Koevorden             | 56                | 265               | Gilles Thijssen Campen            |
| A                    | Kampen                | 48                | 205               | Pieter Salomonszoon               |
| A                    | Luipaard              | 58                | 280               | Kommer Gerritszoon                |
| A                    | Stad en Lande         | 56                | 265               | Jan de Haan                       |
| A                    | Tromp                 | 48                | 205               | Adriaan van Rheede                |
| A                    | Huis de Jaarsveld     | 48                | 200               | Thomas Fabritius                  |
| A                    | Raadh. Van Haarlem    | 48                | 200               | Jan Adelaar                       |
| A                    | Groningen             | 48                | 200               | Pieter Jansz. Uyttenhout          |
| A                    | Zon                   | 48                | 195               | Hendrik van Vollenhoven           |
| A                    | Wapen van Edam        | 38                | 140               | Cornelis Gerritsz. Burger         |
| A                    | Schager Roos          | 38                | 140               | Joosten Smient                    |
| A                    | Asperen               | 36                | 108               | Adriaan van Veen                  |
| A                    | Vollenhoven           | 30                | 110               | Hendrik Haeckroy                  |
| A                    | Fortuin               | 14                | 61                | Laurens Bruyn                     |
| N                    | Prinses Roijaal       | 40                | 196               | Adriaan Teding van Berkhout       |
| VOC                  | Nieuw Batavia         | 50                | 206               | Jan Pietersz. Onclaer             |
| SECHSTES GESCHWADER  |                       |                   |                   |                                   |
| Admiralität          | Schiff                | Kanonen           | Besatzung         | Kapitän                           |
| Z                    | Vlissingen            | 46                | 241               | V. A. (Z) Cornelis Evertsen d. Ä. |
| Z                    | Kampveere             | 46                | 226               | SbN. (Z) Adriaan Banckert         |
| N                    | Drie Helden Davids    | 50                | 200               | Pieter Bronsart                   |
| Z                    | Dordrecht             | 46                | 150               | Adriaan de Haaze                  |
| Z                    | Zeeridder             | 34                | 154               | Willem Marinissen                 |
| Z                    | Goes                  | 30                | 140               | Adriaan van Cruiningen            |
| Z                    | Zwanenburg            | 30                | 120               | Cornelis Cuyper                   |
| Z                    | Visschers Harder      | 26                | 105               | Jan Adriaansz. Blanckert          |
| Z                    | Westcappel            | 24                | 119               | Marinus Loncke                    |
| Z                    | Visscher              | 16                | 60                | Simon Loncke                      |
| M                    | Stad Utrecht          | 48                | 200               | Jacob Oudart                      |
| M                    | Rotterdam             | 46                | 202               | Cryn Cerkhoven                    |
| M                    | Vrede                 | 40                | 156               | Laurens van Heemskerck            |
| M                    | Gorinchem             | 36                | 158               | Jacob van Nijdek                  |
| M                    | Briel                 | 21                | 86                | Frans van Nijdek                  |
| M                    | Swol                  | 20                | 68                | Jacob Simonsz. De Witt            |
| Z                    | Zouteland yacht       | 4                 | 18                | Willem Hedriksz. Van der Veere    |
| M                    | Hasewinthont          | 3                 | 12                | Andries Pietersen                 |
| SIEBENTES GESCHWADER |                       |                   |                   |                                   |
| Admiralität          | Schiff                | Kanonen           | Besatzung         | Kapitän                           |
| N                    | Wapen van Nassau      | 60                | 300               | V. A. (N) Volckert Schram         |
| N                    | Eendracht             | 44                | 239               | SbN. (N) Frederik Stachouwer      |
| N                    | Wapen van Medemblik   | 46                | 238               | Adriaan Houttuin                  |
| N                    | Gelderland            | 56                | 264               | Cornelis Jacobsz. de Boer         |
| N                    | Hollandse Tuin        | 56                | 237               | Bebberen                          |
| N                    | Jozua                 | 50                | 260               | Cornelis Slordt                   |
| N                    | Westfriesland         | 50                | 260               | Jacob Bruynings                   |
| N                    | Jupiter               | 44                | 222               | Huysman                           |
| N                    | Jonge Prins           | 36                | 134               | Halfhoorn                         |
| N                    | Eenhoorn              | 30                | 150               | Cornelis Victol                   |
| N                    | Hoorn                 | 30                | 154               | Klaas Valehen                     |
| VOC                  | Carolus Quintus       | 54                | 200               | Joris Kuiten                      |
| VOC                  | Nagelboom             | 52                | 225               | Boon                              |
| VOC                  | Beurs van Amsterdam   | 52                | 213               | Cornelis Muts                     |
| VOC                  | Agatha                | 32                | 105               | Gerrit Klaasz. Posthhoorn         |

## Schlachtverlauf

### Das erste Passiergefecht

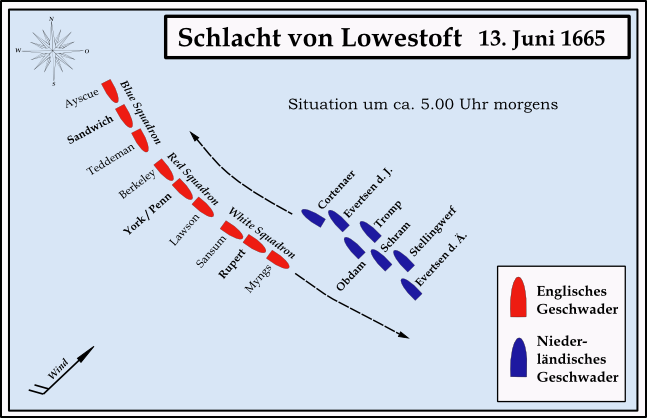
Schlachtverlauf um 5.00 Uhr morgens

Während der Nacht segelten beide Flotten auf einem westwärtigen Kurs, und bei Sonnenaufgang befanden sie sich etwa 60 Kilometer südöstlich von Lowestoft. Die niederländische Flotte befand sich zu diesem Zeitpunkt südöstlich der englischen, während der Wind von Südwesten her wehte. Kurz vor dem Morgengrauen am 13. Juni 1665 gegen 4:00 Uhr begann Admiral Obdam einen Versuch, die Luv-Position südlich der englischen Flotte zu gewinnen. Dazu bewegten sich die niederländischen Schiffe nach Westen. Die englischen Geschwader schlugen einen südöstlichen Kurs ein, um die Luv-Seite zu behaupten und die Niederländer nicht vorbei zu lassen. Nachdem sich die beiden Flotten auf Kollisionskurs befunden hatten, gewannen die Engländer das „Rennen“. Die gegnerischen Verbände passierten einander nun und eröffneten dabei das Feuer aufeinander.
Dieses Passiergefecht spielte sich auf größere Entfernung ab, und die gegenseitigen Breitseiten richteten kaum Schäden an. Die englische Flotte hatte eine Kiellinie gebildet, während die niederländischen Verbände es teilweise noch nicht geschafft hatten, ihre Formationen einzunehmen. Trotzdem gerieten während der Flottenbewegungen zwei englische Schiffe, das Kriegsschiff Great Charity und der bewaffnete Kauffahrer John & Abigail, hinter die niederländische Linie. Der Kauffahrer lief einfach östlich um die niederländischen Schiffe herum, aber Captain Wilkinson von der Great Charity wollte die englische Linie wieder erreichen, indem er versuchte, die niederländische Formation zu durchbrechen. Das Schiff wurde dabei von mehreren Breitseiten schwer in Mitleidenschaft gezogen und schließlich von der niederländischen Stad en Lande geentert. Mehr als 70 Matrosen (1/3 der Besatzung) wurde bei den Kämpfen getötet.

### Das zweite Passiergefecht

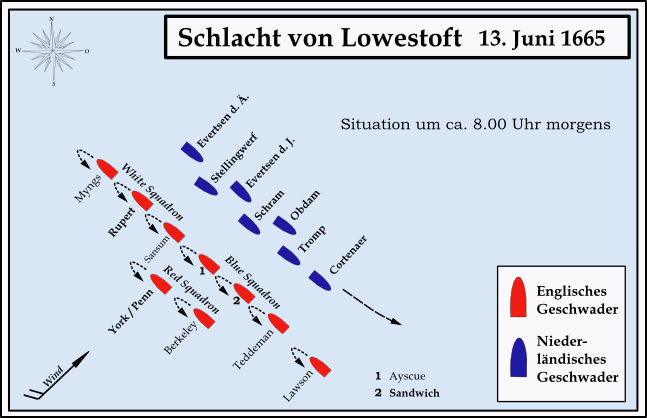
Schlachtverlauf um 8.00 Uhr morgens

Nachdem die Flotten einander passiert hatten, leiteten beide ein Wendemanöver ein. Auf der niederländischen Seite funktionierte diese Wendung ohne Zwischenfälle, doch auf Seiten der Engländer gab es Schwierigkeiten. Aus nicht völlig geklärten Gründen kam es auf dem Flaggschiff, der Royal Charles, zu einer längeren Verzögerung bei der Hissung des Flaggensignals. Prince Rupert befahl der ihm unterstehenden White Squadron daraufhin, selbständig den Kurs um 180° zu ändern. Diesem Manöver sollte sich die Red Squadron anschließen. Doch der Befehlshaber von deren Spitzendivision, Vice-Admiral Lawson, übersah die Flaggensignale und schloss sich der Wende nicht an. Dadurch entstand eine breite Lücke in der englischen Kiellinie. Admiral Penn reagierte, indem er die anderen beiden Divisionen seiner Red Squadron wenden ließ und sie westlich der White Squadron positionierte. Dieser Zug erschien notwendig, weil die Niederländer ihr Wendemanöver bereits abgeschlossen hatten und nun vielleicht in der Lage waren, vor der White Squadron Prince Ruperts die Luv-Position einzunehmen. Nachdem allerdings Admiral Penns Divisionen westlich von dieser fuhren, würden die Niederländer auch dann die Luv-Position nicht gewinnen können. Die Blue Squadron des Earl of Sandwich schloss sich der Linie der White Squadron an und mit einiger Verspätung tat dies auch die Division Admiral Lawsons.
Es ist nicht geklärt, ob es tatsächlich an der Verdopplung der englischen Kiellinie lag oder nicht, aber Admiral Obdam versuchte nach seinem erfolgreichen Wendemanöver nicht erneut, die Luv-Position zu gewinnen. Er ließ die niederländischen Geschwader die englische Kiellinie östlich noch einmal passieren. Inzwischen war es gegen 6:00 Uhr. Die Niederländer hielten dabei südöstlichen Kurs, die Engländer in ihrer durcheinandergeratenen Formation fuhren in Richtung Nordwesten. Im Gegensatz zum ersten Passiergefecht, wurde das zweite auf kürzerer Entfernung geführt. Admiral Obdam versuchte dabei wiederholt durch die englische Linie zu brechen und so doch noch auf die Luv-Seite zu kommen. Doch die beiden Divisionen der Red Squadron, die dort eine zweite Linie formten, machten einen niederländischen Durchbruch unmöglich. Schiffe, die es schafften, wurden schnell zur Umkehr gezwungen.
Als die Flotten sich auf gleicher Höhe, also direkt gegenüber, befanden, gaben Prince James und Admiral Penn den Befehl zur erneuten Wende der gesamten englischen Formation. Das Signal des Flaggschiffes wurde von jedem Schiff weitergegeben, sodass dieses schwierige Manöver selbst während des niederländischen Beschusses und im dichten Pulverqualm gelang. Beide Flotten fuhren nun parallel zueinander in südöstlicher Richtung.

### Der englische Durchbruch

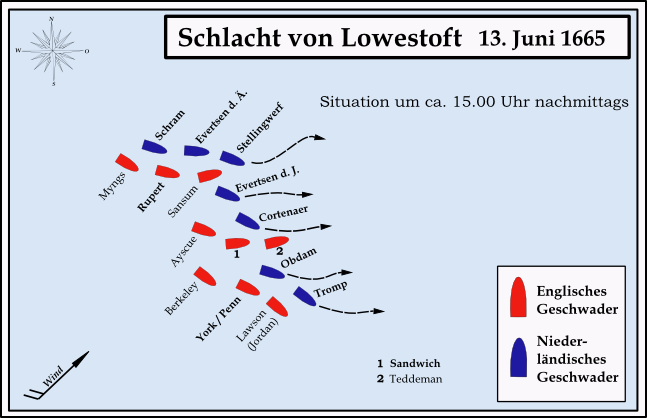
Schlachtverlauf um 15.00 Uhr nachmittags

Die neue Situation hatte erhebliche Auswirkungen auf den Ablauf des folgenden Gefechtes. Die englischen Verbände befanden sich noch immer in der Luv-Position, was sie in die Lage versetzte, die Distanz zu den niederländischen Schiffen selbst zu bestimmen. Da sich die Schiffe nun auf gleicher Höhe mit ihren Gegnern befanden, konnten sie genauer zielen, was ebenfalls die Engländer bevorteilte, da ihre Kanonen ein größeres Kaliber besaßen. Die Niederländer hingegen konnten aus der Lee-Position heraus nicht zum Enterkampf übergehen, weil sie sich damit dem überlegenen englischen Geschützfeuer ausgesetzt hätten, und auch ihre Brander nicht zum Einsatz bringen.
Ab 8:00 Uhr morgens setzten beide Flotten für mehrere Stunden ihren Kurs fort und beschossen einander. Die Berichte über diese unübersichtliche Phase des Kampfes sind eher fragmentarisch, zumal die niederländische Gefechtsordnung durcheinandergeraten war. Wahrscheinlich führte das Geschwader Admiral Cortenaers die niederländische Formation an, gefolgt von den Formationen Admiral Evertsens und Obdams. Die Nachhut bildeten die Verbände der Admiräle Tromp und C. Evertsens, während die Geschwader von Admiral Schram und Stellingwerf sich eher hinter der niederländischen Linie aufhielten oder verteilt waren. Auf englischer Seite blieben die beiden Divisionen der Red Squadron, die sich westlich der Kiellinie befanden, ohne nennenswerten Feindkontakt. Dies gab den Niederländern zumindest eine numerische Überlegenheit, die sie nutzten, um bis zum Mittag Druck auf die englische Blue Squadron auszuüben, so dass dort Verstärkungen von der zweiten englischen Linie zum Einsatz gebracht werden mussten. Zeitweise lief dort das Flaggschiff des Earl of Sandwich Gefahr, geentert zu werden. Nachdem der niederländische Vorstoß am frühen Nachmittag abgewehrt worden war, gingen die Blue Squadron und die White Squadron unabhängig voneinander und ohne Befehl gegen die niederländischen Verbände vor, deren Formation in Unordnung geraten war. Einige niederländische Schiffe wichen sofort aus, andere wiederum leisteten Widerstand. Das englische Flaggschiff Royal Charles verwickelte dabei das niederländische Flaggschiff Eendracht in ein heftiges Gefecht. Dabei explodierte das niederländische Kriegsschiff aus unbekannten Gründen, wobei 404 Besatzungsmitglieder und der Oberbefehlshaber der niederländischen Flotte starben.
Die ohnehin schon in Unordnung befindlichen niederländischen Verbände wurden durch den Verlust des Oberbefehlshabers der einheitlichen Führung beraubt. Der Stellvertreter von Admiral Obdam war Admiral Egbert Cortenaer. Doch dieser war schon beim ersten Passiergefecht des Tages verwundet worden, was allerdings dem Rest der Flotte nicht bekannt war. Der Kapitän von Cortenaers Flaggschiff, der Groot Hollandia, Ate Sinistra, wandte sich zur Flucht, und ein Teil der niederländischen Flotte folgte ihm. Da unklar war, wer nach Cortenaer die Befehlsgewalt ausübte, beanspruchten sowohl Admiral Jan Evertsen als auch Cornelis Tromp die Führung. Somit mussten sich die untergeordneten Kapitäne zwischen drei Flaggschiffen entscheiden, denen sie folgen konnten.

### Die Verfolgung der niederländischen Flotte
In dieser Situation war es den englischen Schiffen möglich, in die niederländischen Formationen einzubrechen. Das Gefecht löste sich in Einzelkämpfe auf. Einige Schiffe der Red Squadron verfolgten die fliehenden Schiffe Admiral Cortenaers. Ein großer Teil der englischen Red Squadron und eine Division der Blue Squadron unter Rear-Admiral Thomas Teddeman († 1668) wurde jedoch von einem einzigen niederländischen Schiff, der Oranje unter Kapitän Sebastion Senten, aufgehalten. Über Stunden widerstand das Schiff allen englischen Angriffen und drohte sogar die Royal Charles zu entern. Erst spät am Nachmittag wurde es von der englischen Mary eingenommen und verbrannt. Diese Szene wurde später in einem Gedicht von Andrew Marvell (1621–1678) festgehalten.
Der Widerstand der Oranje ermöglichte es Admiral Jan Evertsen, mit einigen niederländischen Schiffen eine Linie zu formieren, um die Flucht der Flotte zu decken. Als jedoch die Oranje überwunden war, und der Großteil der englischen Flotte frei wurde, zog sich auch Evertsen zurück. Die englischen Schiffe verfolgten den geschlagenen Gegner und versenkten oder eroberten dabei die niederländische Koevorden, Prins Maurits, Stad Utrecht (diese Schiffe hatten sich ineinander verhakt und wurden durch das Feuerschiff Fame versenkt), Ter Goes, Maarseveen, Zwanenburg (nach ihrer Kapitulation vom Feuerschiff Dolphin versenkt) und die Fregatte Ruyter (erbeutet).
Die niederländischen Schiffe waren durch den englischen Durchbruch in zwei Gruppen geteilt worden. Die erste Gruppe, geführt von Admiral Tromp und verfolgt von der White Squadron Prince Ruperts, segelte in Richtung Texel, während die zweite unter Admiral Jan Evertsen die Mündung der Maas ansteuerte und dabei vom Gros der englischen Flotte verfolgt wurde. Mit Einbruch der Dunkelheit ging die Führung der englischen Verbände jedoch verloren. Am folgenden Morgen wurden die englischen Fregatten ausgesandt, um beschädigte und zurückgebliebene niederländische Schiffe zu erbeuten. Ihnen fiel die Hilversum, Carolus Quintus, Wapen van Edam, Nagelboom, Jonge Prins, Delft, Mars und die Zeelandia in die Hände. Der Rest der niederländischen Schiffe entkam in die flachen Küstengewässer.

## Folgen
Die Verluste der niederländischen Flotte waren schwer: Nach Schätzungen von Historikern (offizielle Statistiken wurden nicht veröffentlicht) verloren sie etwa 5.000 Mann an Gefallenen, Verwundeten und Gefangenen (≈ 20 % der Gesamtstärke). Acht Schiffe waren zerstört worden, darunter die drei größten der gesamten Flotte, und neun weitere waren erbeutet worden. Nach offiziellen englischen Angaben verlor deren Flotte lediglich 283 Gefallene, 440 Verwundete, sowie das Schiff Charity und deren Besatzung von 170 Mann. Dafür waren die Verluste an Offizieren sehr hoch.